# Logania diehli
Logania diehli är en fjärilsart som beskrevs av John Nevill Eliot. Logania diehli ingår i släktet Logania och familjen juvelvingar. Inga underarter finns listade i Catalogue of Life.